# La Société translucide

La Société translucide (sous-titré Pour en finir avec le mythe d'un État bienveillant) est un livre d'Augustin Landier et David Thesmar paru chez Fayard en mai 2010.
L'ouvrage a été récompensé par l'attribution du 24e Prix Turgot, le 12 avril 2011,. 